# فیلم‌شناسی راسکو آرباکل
این مقاله فهرستی از فیلم‌های راسکو آرباکل کارگردان، فیلم‌نامه‌نویس، بازیگر و کمدین سینمای صامت اهل ایالات متحده آمریکا است. فیلم‌هایی که با علامت (♦) مشخص شده‌اند توسط خود وی کارگردانی شده‌اند.

## بازیگر

### سال‌های اولیه
- بچهٔ بن (۱۹۰۹)
- تولد خانم جونز (۱۹۰۹)
- تأمین آسایش او (۱۹۰۹)

- آسایشگاه مسلولین (۱۹۱۰)
- بانگی از ژرفنا (۱۹۱۲)

### ۱۹۱۳
- کمک! کمک! هاری!
- مصون در زندان
- سند بدهکاری مورفی
- افسوس! یوریک بیچاره!
- آن گروه موسیقی رگتایم
- رئیس هیئت منصفه
- تبهکاران
- شور و اشتیاق سه‌گانه
- پیک‌نیک پیشخدمت
- پیت هیز
- یک راهزن
- به‌خاطر عشق میبل
- نور نمایانگر
- همهمه‌ای از ژرفنا
- عشق و جسارت
- جابجایی پروفسور بین
- یه جورایی عملیات نجات
- شورش

- قهرمان جدید میبل
- شغل پرماجرای میبل
- شهبانوی کولی
- تاکسی مرگبار
- هنگامی که رؤیاها به حقیقت می‌پیوندند
- پسر مامان
- روز تعطیلی چاقالو
- دو ملوان کارکُشته
- یک عروسی کوچک بی‌سروصدا
- شهریاران سرعت
- چاقالو در سن دیگو
- شراب
- چاقالو پلیس می‌شود
- زن‌ستیزان
- خودرویی برای یک عروس
- عشوه‌گری چاقالو
- خواهرزاده‌هایش
- کمی دل‌وجرئت
- او به شکار می‌رود

### ۱۹۱۴
- گامی نادرست
- گرفتار در یک دودکش
- معاون کلانتر
- اشتباه یک لاس‌زن
- در چنگال تبهکاران
- روز عروسی ربه‌کا
- یک رومئوی تنومند
- میان آتش و عشق
- فیلم جانی
- تانگو تانگل
- سرگرمی مورد علاقه‌اش
- یک دیو روستایی
- دلبری‌های پشت حیاط ♦
- کارآموز تازه‌کار ♦
- یک زیباروی حمام ♦
- جایی که هیزل با تبهکار روبرو شد ♦
- یک آزمون دشوار به‌تعویق‌افتاده ♦
- سگ شناگر ماهر ♦
- آژیر ♦
- عموزاده دهاتی ما
- ضربه فنی
- چاقالو و وارثه ♦
- فرجام چاقالو ♦
- عشق و گلوله‌ها ♦
- عاشقانه‌ای بر زورق ♦
- دزد آسمان ♦

- آن روزهای خوش ♦
- آن مرد خنیاگر ♦
- آن جوانک‌های ساده‌دل ♦
- هدیه چاقالو ♦
- مبدل‌پوش
- حرفه تازه او
- چمدان‌خردکن
- یک قهرمان کاملاً جدید ♦
- قماربازان
- بخت عاشقان ♦
- آغاز کار چاقالو ♦
- قتل هوراس
- باز هم چاقالو ♦
- فراز و نشیب‌های آنان ♦
- زیپ، از زیر کار دررو ♦
- دفتر پست عشاق ♦
- یک قهرمان بی‌عرضه ♦
- روز یونس‌وار چاقالو ♦
- شراب مهمانی چاقالو ♦
- حوری‌های دریایی ♦
- در میان سوگواران
- به‌دنبال لیزی اَسترِی ♦
- شات‌گان‌های لگدپران ♦
- شلوار جادویی چاقالو ♦
- قهقه‌های مینی و چاقالو ♦

### ۱۹۱۵
- زندگی زناشویی میبل و چاقالو ♦
- رام و کاغذ دیواری
- میبل و روز نظافت چاقالو ♦
- میبل، چاقالو و قانون ♦
- میبل و زندگی ساده چاقالو ♦
- چاقالو و میبل در نمایشگاه سن دیگو ♦
- نقش جدید چاقالو ♦
- آشفتگی عشقی هوگان
- عشق‌بازی زودگذر و بی‌پروای چاقالو ♦
- آشنایی اتفاقی چاقالو ♦
- سگ وفادار چاقالو ♦

- آن حلقه کوچک طلا ♦
- نفرین میبل
- وقتی عشق پرواز می‌کند ♦
- رفتار خودسرانه میبل
- عشاق کنار دریای دوشیزه چاقالو ♦
- توله‌سگ شجاع چاقالو ♦
- معلم کوچک
- دستگیره قلعی چاقالو ♦
- سقوط چاقالوی بی‌وفا♦
- رسوایی دهکده ♦
- چاقالو و ستارگان برادوی ♦

### ۱۹۱۶
- چاقالو و میبل سرگردان دریا ♦
- انجام داد و انجام نداد ♦
- جاذبه‌های شهر بزرگ ♦
- اشتباهات همسرش ♦

- مرد دیگر
- مجلس رقص خدمتکاران ♦
- یک عشق‌وعاشقی بی‌نتیجه ♦

### ۱۹۱۷
- شاگرد قصاب ♦
- رومئوی بی‌پروا ♦
- خانه خشن ♦
- شب عروسی‌اش ♦

- مرحومِ مغفور (تأیید نشده)
- اوه دکتر! ♦
- جزیره کنی ♦
- یک قهرمان روستایی ♦

### ۱۹۱۸
- یک تکه کاغذ ♦
- در غرب ♦
- پادوی هتل ♦
- مهتاب ♦

- شب بخیر پرستار ♦
- آشپز ♦
- کلانتر ♦

### ۱۹۱۹
- کمپینگ در هوای آزاد ♦
- باربر قطار مسافری ♦
- عشق ♦
- کارمند بانک ♦

- قهرمان صحرا ♦
- پشت‌صحنه ♦
- دهاتی ساده‌لوح ♦

### ۱۹۲۰
- گاراژ ♦
- گردآوری (کتابخانه کنگره)

- زندگی بزمی (کتابخانه کنگره)

### ۱۹۲۱
- سال کبیسه ♦ (*کتابخانه کنگره)
- قطار باری سریع‌السیر (*گمشده)
- میلیون‌ها دلار بروستر (*گمشده)
- عضو معمولی باشگاه (*گمشده)

- فروشنده دوره‌گرد (*موزه جرج ایستمن)
- گَسولین گاس (*گاسفیلمافوند)
- مشتاق ازدواج (*گاسفیلمافوند)

### سال‌های پایانی
- هالیوود (۱۹۲۳) حضور افتخاری در نقش یک بازیگر بی‌کار
- به غرب برو (۱۹۲۵)
- گوش کن لینا (۱۹۲۷)
- صفحه آخر (۱۹۳۱) ♦
- آهای، پدر! (۱۹۳۲)

- در شیرینی‌فروشی (۱۹۳۲)
- جنب‌وجوش پر سروصدا (۱۹۳۳)
- حالت چطوره؟ (۱۹۳۳)
- روابط نزدیک (۱۹۳۳)
- تومالیو (۱۹۳۳)

## کارگردان

### دهه ۱۹۱۰
- بازدید میبل و چاقالو از نمایشگاه جهانی سان فرانسیسکو (۱۹۱۵)

- قاچاقچیان ویسکی (۱۹۱۶)

### ۱۹۲۲
- محموله ویژه

### ۱۹۲۴
- پخمه، ولی جسور

### ۱۹۲۵
- آیرن میول
- نفرین‌ها!
- گردشگر

- فیلم‌ها
- خانه‌تکانی
- جوانک مبارز

### ۱۹۲۶
- ستاره‌های من
- درمان خانگی
- بخت ابله

- زندگی شخصی او
- یک بامداد یکشنبه

### ۱۹۲۷
- آسیاب سرخ
- اسکار آرام

- محموله ویژه

### ۱۹۳۰
- بله، بله، آقا
- برد با اختلاف اندک

- بالای یک درخت

### ۱۹۳۱
- سه دختر هالیوودی
- بگومگوهای زن‌وشوهری
- پیت و ری‌پیت
- لوله‌کش سابق
- مهمان ناخوانده هالیوود
- ویندی رایلی به هالیوود می‌رود
- گیرایی و وسوسه هالیوود
- فروشنده لباس زیر
- ماه عسل سه‌نفره
- دوک ناگهان وارد می‌شود

- لباس راحت ساحلی
- بگیر و تکانشان بده
- دزدان قصابی
- یک شب آرام
- شهبانوی هالیوود
- قهرمان پیشین
- فروشنده تاماله
- مستأجرهای بیکار
- کار هوشمندانه

### ۱۹۳۲
- مثل آب‌خوردن آسونه
- مهتاب و کاکتوس
- به خنده‌ات ادامه بده
- بز دردسرساز
- زنان بریج‌باز

- بخت هالیوودی
- روشنایی‌های هالیوود
- دختران بی‌بندوبار
- آبشار نیاگارا